# هفت پوند
هفت پوند (به انگلیسی: Seven Pounds) فیلمی به کارگردانی گابریل موچینو محصول سال ۲۰۰۸ است. ویل اسمیت در این فیلم نقش فردی را بازی می‌کند که زندگی ۷ نفر را نجات می‌دهد. رزاریو داوسون، وودی هارلسون و بری پیپر از دیگر بازیگران این فیلم هستند. این فیلم در آمریکا و کانادا در ۱۹ دسامبر ۲۰۰۸ توسط کمپانی کلمبیا پیکچرز اکران شد.

## خلاصه فیلم
دو سال پیش، تیم توماس (ویل اسمیت) باعث ایجاد یک تصادف با ماشین شد؛ هفت نفر کشته شدند: شش غریبه و نامزد او، سارا جنسن (روبین لی). تیم تصمیم به جبران می‌گیرد. او در نظر دارد که زندگی هفت آدم خوب را نجات دهد. یک سال بعد از تصادف، او شغل خود که مهندسی فضانوردی است را رها می‌کند، او نیمه شش خود را به برادرش بن (مایکل ایلی) که کارمند اداره مالیات آمریکا است می‌بخشد. شش ماه بعد او بخشی از کبدش را به کارمند خدمات کودکان هالی (جودیان الدر) می‌بخشد. پس از آن او به دنبال کسانی می‌گردد که شایسته دریافت بخشش باشند. او جورج (بیل اسمیت رویچ) را پیدا می‌کند، مربی هاکی و یکی از کلیه‌هایش را به او و سپس مغز استخوانش را به پسری جوان به نام نیکولاس (کوئینتین کلی) می‌بخشد.
دو هفته قبل از مرگش او پیش هالی می‌رود و از او می‌خواهد که کسی را که نیاز به کمک دارد را به او معرفی کند. او کُنی تیپوس (الپیدا کاریلو) را معرفی می‌کند که با دوست پسر معتادش زندگی می‌کند. تیم خانه‌اش را ترک می‌کند و به یک متل محلی نقل مکان می‌کند و عروس دریایی خود را نیز با خود می‌برد. یک شب، پس از اینکه کُنی از دست دوست پسرش کتک خورده‌است به تیم تلفن می‌کند. تیم به او کلید و سند خانه ساحلی اش را می‌دهد. کنی که دو فرزند نیز دارد به خانه او نقل مکان می‌کند. تیم که کارت برادرش را دزدیده‌است و خود را به نام برادرش بن جا می‌زند، به دنبال دو نفر دیگر است که نیاز به کمک دارند. او ازرا تورنر (وودی هارلسون) را ملاقات می‌کند. فروشنده گوشتی که کور است و پیانو نیز می‌نوازد. تیم کمی سربه سرش می‌گذارد و منتظر است که او عصبانی شود ولی ازرا آرام سر جایش می‌ماند و تیم می‌داند که او فرد خوبی است. او سپس با امیلی پوسا (روساریو داوسون)، رابطه برقرار می‌کند، کسی که کارت‌های تبریک چاپ می‌کند و عارضه قلبی دارد و از گروه خونی نادری برخوردار است. تیم عاشق او می‌شود و تصمیم می‌گیرد که به او کمک کند. یک روز برادرش او را تا خانه امیلی تعقیب می‌کند. بن از برادرش می‌خواهد که کارتش را به او برگرداند. تیم در پایان شب به متل بازمی‌گردد. وان حمام را از یخ پر می‌کند تا اعضای بدنش حفظ شوند و از بین نروند و با انداختن عروس دریایی خود در وان، خودکشی می‌کند. دوستش دان (باری پپر) نقش قیّم او را بازی می‌کند و تیم به او سپرده‌است که اعضایش به ازرا و امیلی داده شود. ازرا قرنیه‌های او را می‌گیرد و امیلی قلب او را. در پایان، امیلی ازرا را در یک کنسرت ملاقات می‌کند و شروع به صحبت کردن می‌کنند.

## بازیگران
- ویل اسمیت - در نقش تیم توماس که خود را بن توماس جا می‌زند
- مایکل ایلی – در نقش بن توماس، برادر تیم
- بری پپر – در نقش دان، دوست تیم
- روساریو داوسون – در نقش امیلی پوسا
- وودی هارلسون – در نقش ازرا تورنر، مرد کور پیانو نواز
- الپیدا کاریلو – در نقش کنی تپوس، زنی که با دوست پسرش رابطه خوبی ندارد
- جودیان الدر - در نقش هالی
- بیل اسمیت رویچ – در نقش جورج، مربی هاکی
- کوئینتین کلی – در نقش پسر بچه
- رابین لی – در نقش سارا، نامزد تیم